# 土垭镇
土垭乡，是中华人民共和国四川省巴中市平昌县下辖的一个乡镇级行政单位。

## 行政区划
土垭乡下辖以下地区：
晨光村、卫星村、群丰村、红专村、石峰村、大岭村、中兴村、玉龙村、时轮村和土地垭村。